# Zbynek Cerven
Zbynek Cerven (*2. února 1963 Ostrava, Československo) je televizní režisér českého původu, působící v Německu.

## Život
Cerven se narodil v Ostravě v roce 1963. Jako dítě snil o tom, že z něj jednoho dne bude režisér. Studoval dějiny umění na Svobodné univerzitě v Berlíně, školu však nedokončil. Začal pracovat v televizi, nejprve jako internista a později jako asistent režie pro Carlo Rola, Glorii Behrens a Hanse Schönherra. Od konce devadesátých let pak pracoval jako hlavní režisér. V letech 2000 až 2010 režíroval 40 epizod německého krimi-seriálu SOKO 5113, 50 epizod seriálu Pobřežní stráž (Küstenwache).